# Линкольн-Хайтс (Оттава)

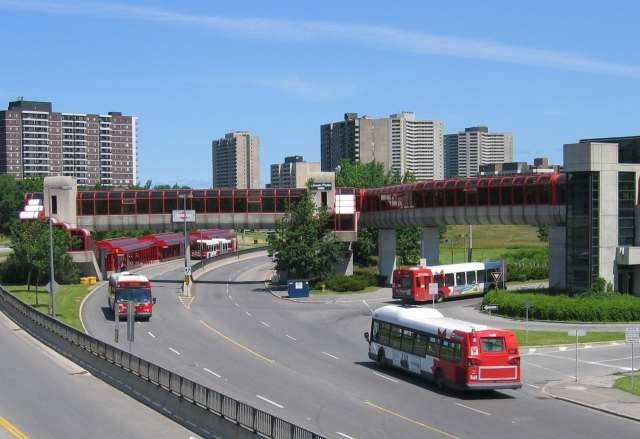
Терминал Оттавского скоростного автобуса Линкольн-Филдс.

Линкольн-Хайтс, англ. Lincoln Heights — район на западе Оттавы. Южной границей является Карлинг-авеню, северной — река Оттава, западной — Пайнкрест-авеню, восточной — Вудрофф-авеню.
Район примечателен тем, что расположен вблизи реки Оттава и Грязевого озера (район Британия). Через район проходит много линий автобуса, здесь расположен один из крупнейших терминалов скоростного автобуса Линкольн-Филдс (Lincoln Fields transit station).
Также в непосредственной близости от района расположены два крупных торговых центра — Линкольн-Филдс и Карлингвуд (угол Карлинг-авеню и Вудрофф-авеню).